# Liane de Lancy
Ne doit pas être confondu avec Liane de Pougy.
Liane Doré dite Liane de Lancy, née en 1876, et morte à une date indéterminée après 1921, est une artiste, égérie et courtisane française de la Belle Époque,.

## Biographie
Le nom de Liane de Lancy apparaît dans la presse, vers 1893, aux côtés des artistes et demi-mondaines où la particule est de rigueur : Liane de Pougy, Émilienne d'Alençon, Clémence de Pibrac… Sa sœur cadette Jeanne Doré (1882-1982) dite Jane de Lancy  puis Jane de Lavalette, l'accompagne.
En 1893, elle habite « un hôtel aux allures byzantines » rue Legendre, dans le 17e arrondissement de Paris. En 1898, elle habite au 10, rue Eugène-Flachat dans le même arrondissement.
À la fin du XIXe siècle, la presse parle d'elle comme « la reine des patineuses » sur glace. En 1894, elle se produit dans des patinoires parisiennes, au Pôle Nord et au Palais de Glace,,, et la presse annonce qu'elle va se produire sur la glace à Londres.
En 1897, on annonce son engagement au théâtre des Variétés, mais elle se serait dédite,.
Dans un livre paru en 1907, Georges Normandy la dit maîtresse du financier Hippolyte Mary-Raynaud. En 1908, elle a un rôle dans la revue À nu, les femmes au Bataclan.
En 1910, elle vend à Drouot, pour cause de départ, certains disent « pour cessation de commerce », ses bijoux, meubles et objets d'art,. L'année suivante, elle monte pour la première fois sur scène aux Italiens (ex-Théâtre Moderne) dans Le Fils de Ramsès.
En 1915, une maison de couture parisienne lui intente un procès pour défaut de paiement,. Elle vit alors au 187, avenue Victor-Hugo.
En 1920, Jane Derval meurt, après avoir habité quelque temps chez Liane de Lancy,. Ses biens sont mis en vente en janvier 1921. Deux mois plus tard, les parents de Jane Derval déposent plainte contre Liane de Lancy, pour détournement d'héritage. L'affaire qui devait être jugée en octobre 1921, n'est plus évoquée dans la presse par la suite. 
On perd définitivement la trace de Liane de Lancy à partir de cette date. Elle avait environ 45 ans à l'époque.

## Iconographie
- Skating Professional Beauty, dessin de Toulouse-Lautrec représentant Liane de Lancy parlant avec Édouard Dujardin au Palais de Glace, paru dans Le Rire du 11 janvier 1896[28],[29].
- Dessins de Sem, 1901-1905, aujourd'hui au musée Carnavalet[30].
- Photographie de Liane de Lancy dans sa voiture fleurie, parue dans Paris qui chante du 7 juillet 1907[31].
- Deux photographies de Liane de Lancy publiées dans Comœdia illustré du 1er octobre 1910[32].
- Photographie de Jacques Henri Lartigue à Auteuil en 1911.